# Chouette épervière
Surnia ulula
Genre
Espèce
Statut de conservation UICN

 LC  : Préoccupation mineure
Statut CITES
La Chouette épervière (Surnia ulula), pour laquelle un nom normalisé d'« Épervière boréale » a été proposé, est une espèce d'oiseaux de la famille des strigidés.
Son nom spécifique ulula fait référence à son chant typique (un long ululement modulé).

## Étymologie
Le nom vernaculaire de l'espèce indique sa ressemblance aussi bien physique que vocale avec l'épervier. Cette ressemblance est notée aussi en allemand, espagnol et néerlandais. En anglais on parle de chouette-faucon. 
Le nom scientifique, Surnia ulula, est formé de Surnia, terme inventé par le zoologiste français Auguste Duméril, probablement formé du grec surein (sirène). Les sirènes grecques étant effectivement des oiseaux à tête de femme. Et du terme ulula, onomatopée, du latin ululare, qui a donné hurler en français. 

## Description

### Corps

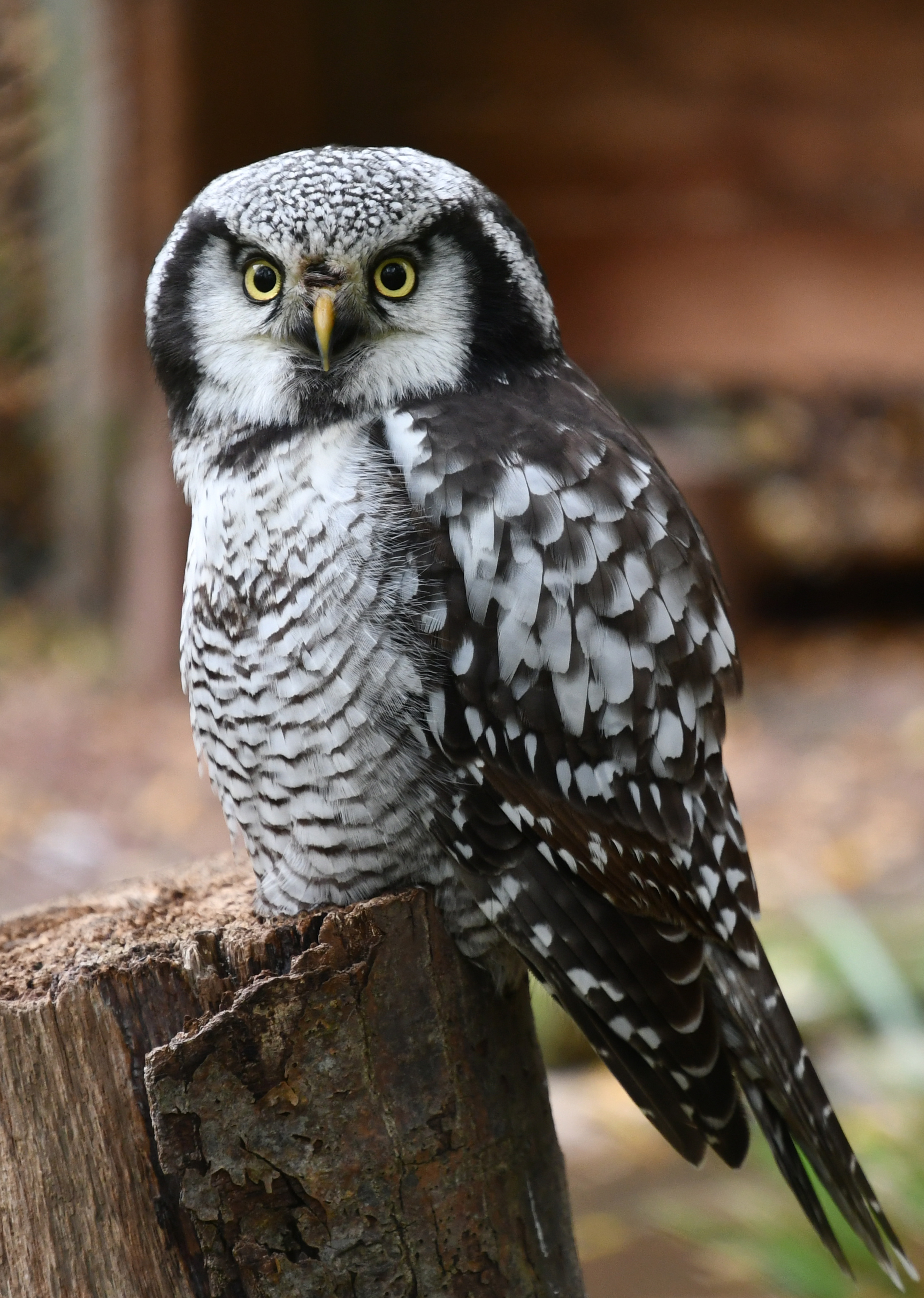
... présumablement la sous-espèce nord-américaine S. u. caparoch

La Chouette épervière est une chouette moyenne de 37 cm de long pour une envergure de 77 cm. Comme toutes les chouettes, les femelles sont plus lourdes que les mâles. Elles pèsent environ 330 g tandis que les mâles pèsent environ 290 g. C'est d'ailleurs le seul dimorphisme sexuel. Le plumage de la Chouette épervière ressemble, comme son nom l'indique, à un épervier. Les plumes de son poitrail sont en effet pâles et considérablement barrées de brun foncé, sauf tout en haut de celui-ci. Les plumes des ailes sont principalement brunes avec des taches blanches et les plumes de la queue sont brunes barrées de blanc. Les ailes sont assez pointues. Sa queue est longue pour une chouette,.

### Tête
La calotte est brune légèrement parsemée de blanc et plate. Le disque facial est grisé et entouré d'une large bande noire typique. Les sourcils sont blancs. Le bec est crochu et couleur corne, les yeux sont jaunes pâles,.

## Distribution

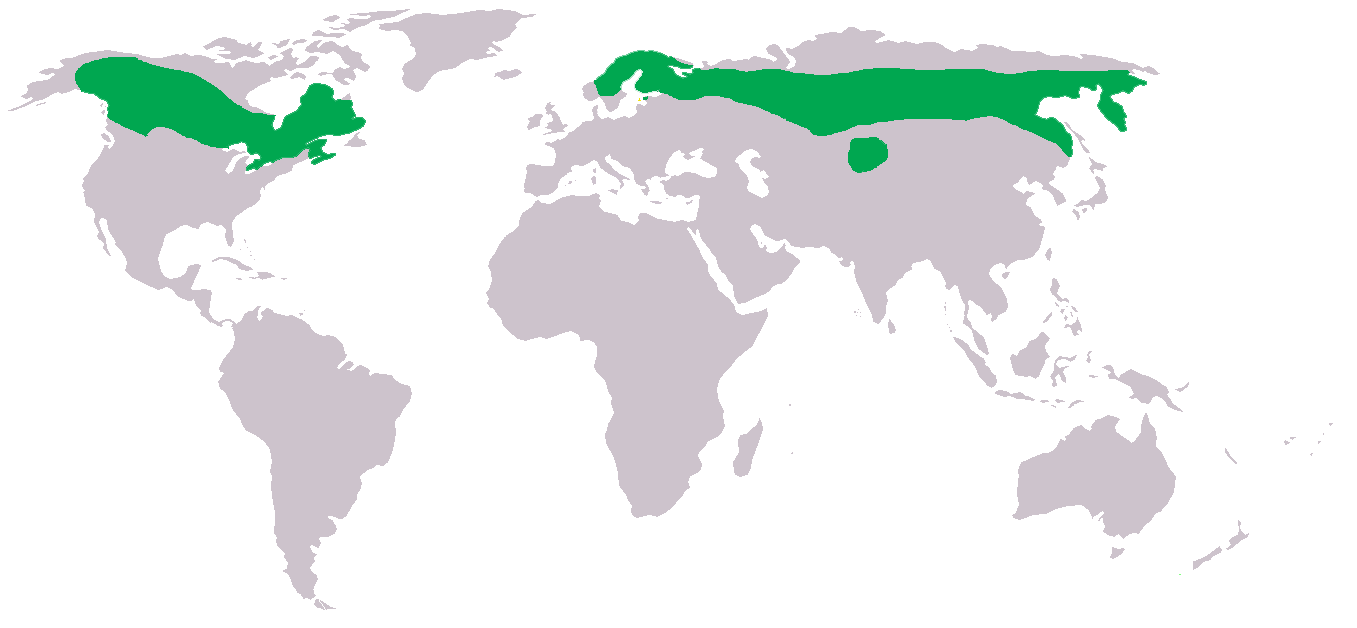
Aire de répartition de l'espèce (en vert).

La Chouette épervière a une large répartition eurasiatique, qui part de la Norvège et s'étend jusqu'au Kamtchatka et à l'île de Sakhaline.
L'espèce niche en Sibérie et dans les montagnes d'Asie centrale.
En période hivernale, on assiste  à des mouvements de nomadisme avec des déplacements sur des milliers de kilomètres et des observations dans de nombreux pays au sud de la Baltique. Elle peut ainsi être observée occasionnellement en Belgique, aux Pays-Bas, en Allemagne, en France, en Espagne, au Luxembourg, en Slovénie et en Autriche.

## Sous-espèces
D'après la classification de référence (version 14.1, 2024) de l'Union internationale des ornithologues, la Chouette épervière possède 3 sous-espèces (ordre philogénique) :
- Surnia ulula tianschanica (Smallbones, 1906) : du centre de l'Asie au nord de la Chine au nord de la Mongolie ;
- Surnia ulula ulula Linnaeus, 1758 : nord de l'Eurasie ;
- Surnia ulula caparoch (Muller, 1776) : nord de l'Amérique du Nord.

## Mode de vie

### Habitat
La Chouette épervière est une espèce strictement forestière. Elle a l'habitude de fréquenter les zones recouvertes d'une épaisse couche de neige. Elle n'est pas migratrice.
Dans la taïga et les forêts les plus septentrionales de l'hémisphère nord, elle privilégie les boisements les plus ouverts entrecoupés de clairières et de préférence avec des marécages, des tourbières ou autres surfaces partiellement déboisées.

### Alimentation
L'alimentation de la Chouette épervière est très diverse. Comme tous les rapaces, c'est un prédateur carnivore. Elle se nourrit de rongeurs tels que les campagnols, les souris, les musaraignes ou les lemmings, de petits mammifères tels que les lapins, les écureuils ou les belettes, d'oiseaux, d'insectes et, plus rarement, de grenouilles et de poissons.
La Chouette épervière chasse principalement en journée ou au crépuscule.

### Reproduction

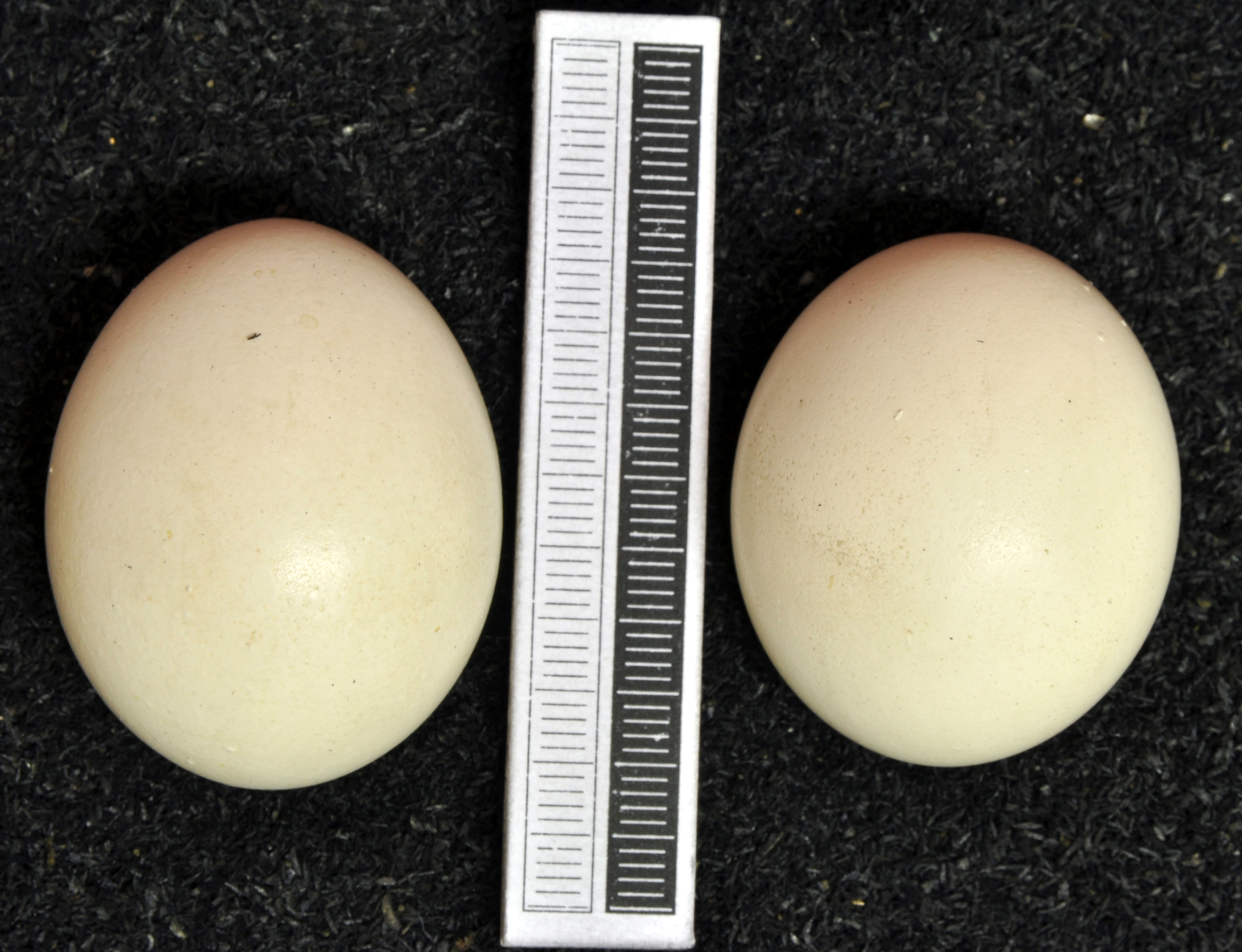
Œufs de Chouette éprevière au musée de Wiesbaden.

La Chouette épervière atteint la maturité sexuelle vers l'âge d'un an.
L'espèce peut être polygame lorsque la disponibilité trophique est plus que suffisante, mais est généralement monogamme avec un partenaire unique par an.
C'est l'un des rares Strigiformes à construire un nid, plutôt qu'utiliser un trou dans un arbre, bien que cela soit aussi possible.
Dès la fin de l'automne, le mâle commence à chercher une partenaire et la parade nuptiale débute à la fin de l'hiver. Après l'accouplement, la femelle pond entre 3 et 13 œufs entre avril et juin, ils sont pondus à intervalle d'un ou deux jours. Durant la période d'incubation, le mâle nourrit continuellement la femelle. Les œufs éclosent après 28 à 30 jours d'incubation et la femelle garde les poussins au chaud dans son plumage jusqu'à ce que le plus âgé ait deux semaines.
Les jeunes quittent le nid au bout de 35 à 40 jours, lorsqu'ils font leur premier envol.
Pour garantir une meilleure survie à leurs oisillons, les parents ont pour habitude de cacher de la nourriture aux alentours du nid pour pouvoir nourrir leurs petits en continu, très utile dans les régions nordiques où les conditions météorologiques sont changeantes, pouvant créer des disettes imprévisibles.

### Divers
La Chouette épervière a une longévité d'environ 10 ans.
C'est la seule chouette capable voler sur place. Son vol ressemble à celui de l'épervier consistant en de petites séries de battements d'ailes rapides suivies de courts moments planés.

## Démographie
Selon la liste rouge de l'UICN, la population mondiale de Chouettes épervières matures s'élèverait entre 100 000 et 499 000 individus. Actuellement, les estimations mettent en évidence des populations stables, mais la dépendance de la Chouette épervière aux micromammifères pourrait induire dans les prochaines années une tendance au déclin à cause de leurs fluctuations dues au changement climatique.
En Europe, la population de la Chouette épervière est estimée entre 10 400 et 53 900 couples nicheurs, soit environ 13 % de la population mondiale.

## Menaces
La déforestation, le braconnage, le piégeage accidentel, les collisions avec des lignes électriques, des voitures ou des trains sont des menaces pour la Chouette épervière. La réduction de leurs sources de nourritures à cause du changement climatique peut être une menace à l'avenir. Cependant, pour le moment, la Chouette épervière n'est pas particulièrement menacée au niveau mondial,.

## Protection
Le Chouette épervière bénéficie d'une protection totale sur le territoire français depuis l'arrêté ministériel du 17 avril 1981 relatif aux oiseaux protégés sur l'ensemble du territoire. L'espèce est inscrite à l'annexe I de la directive Oiseaux de l'Union européenne. Il est donc interdit de les détruire, les mutiler, les capturer ou les élever, de les perturber intentionnellement ou de les naturaliser, ainsi que de détruire ou enlever les œufs et les nids, et de détruire, altérer ou dégrader son milieu. Qu'elle soit vivante ou morte, il est aussi interdit de la transporter, colporter, de l'utiliser, de la détenir, de la vendre ou de l'acheter.